# جامعة برغش

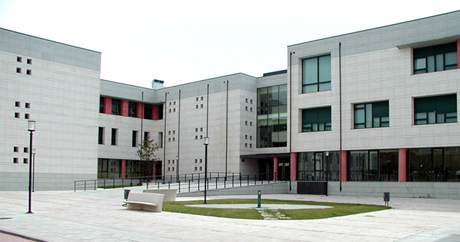
كلية الاقتصاد وإدارة الأعمال بجامعة برغش.

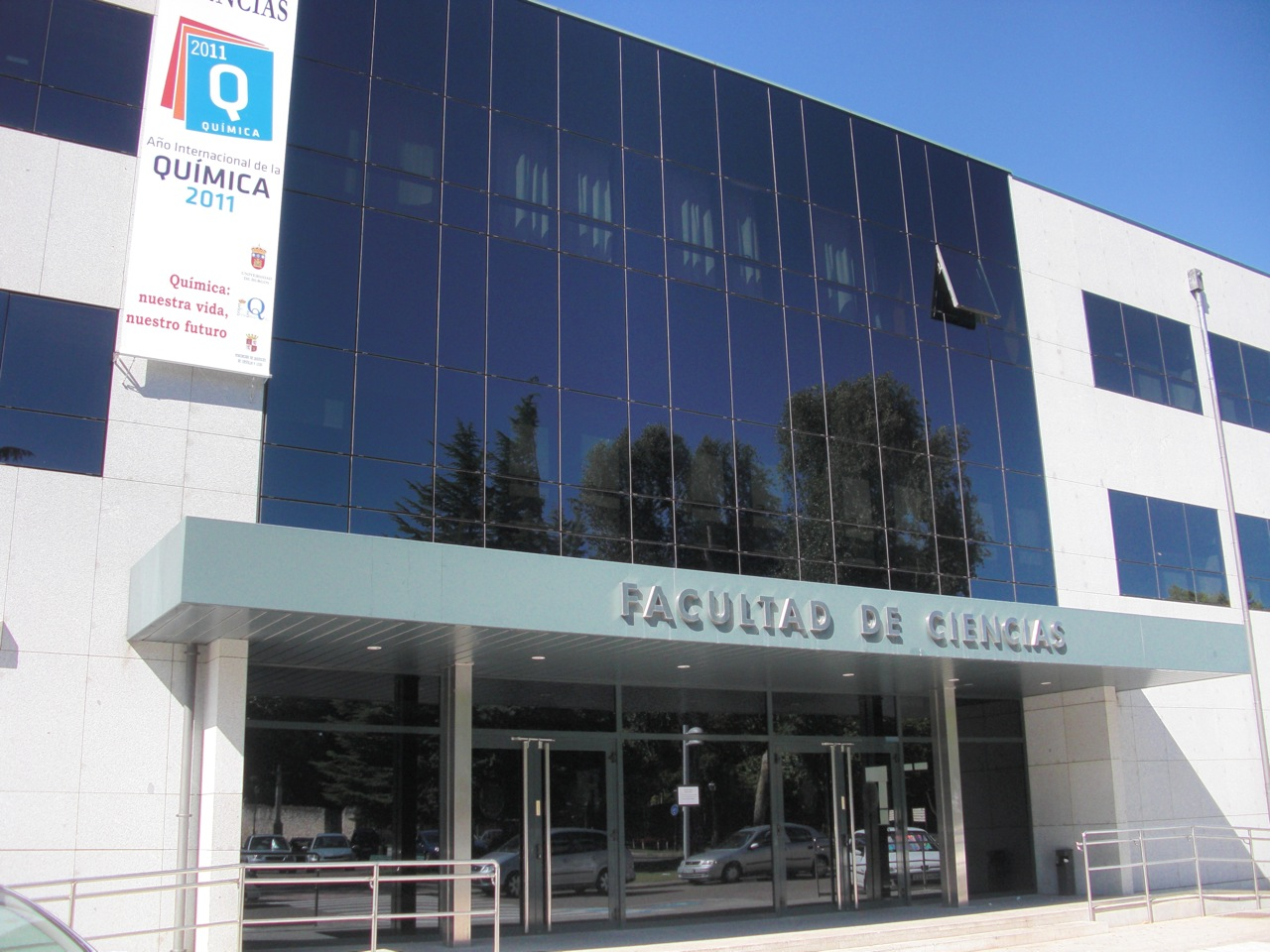
كلية العلوم بجامعة برغش.

جامعة بُرغُش أو جامعة بورغوس (بالإسبانية: Universidad de Burgos)‏ هي جامعة إسبانية عامة مقرها مدينة برغش. أُسِّسَت سنة 1994، بعد انفصالها عن جامعة بلد الوليد.
يدرس في الجامعة نحو 10 آلاف طالب في أكثر من 30 برنامجًا دراسيًا للدرجة الجامعية الأولى، وأكثر من 20 برنامجًا دراسيًا لدرجة الدكتوراه، إلى جانب العديد من البرامج الدراسية لدرجة الماجستير وغير ذلك من الدورات الدراسية.

## وصلات خارجية
- الموقع الرسمي (بالإسبانية) (بالإنجليزية)